# Боуден, Фредерик Чарлз
Фре́дерик Чарлз Бо́уден (англ. Frederick Charles Bowden; 18 августа 1908, Северный Тоутон, Великобритания — 1972, Великобритания) — английский вирусолог и фитопатолог, член Лондонского королевского общества (1949—72).

## Биография
Родился 18 августа 1908 года в Северном Тоутоне. В 1925 году поступил в Кембриджский университет, который окончил в 1930 году. В 1936 году устроился на работу на Ротамстедскую опытную станцию и проработал там фактически до самой смерти. Сначала работал в качестве научного сотрудника, с 1940 по 1958 год заведовал отделом фитопатологии, одновременно с этим с 1950 по 1958 год занимал должность заместителя директора. В 1958 году был избран директором данной опытной станции и проработал в данной должности до 1972 года.
Скончался в 1972 году в Великобритании.

## Научные работы
Основные научные работы посвящены изучению ряда фитопатогенных вирусов и разработки методов их выделения.
- 1936 — Совместно с Н. У. Пири доказал нуклеопротеидную природу вируса табачной мозаики и ряда других выделенных им растительных вирусов.
- Обнаружил, что вирус карликовой кустистости томатов кристаллизуется, образуя ромбические додекаэдры.

## Членство в обществах
- Почётный член ряда академий наук и научных обществ.